# Ali Ahmad Khan
L'émir Ali Ahmad Khan, Shaghasi ( pachto : علي احمد خان ; Dari : علی احمد خان), né en 1883 et mort le 11 juillet 1929, est un homme de pouvoir afghan issu de la famille Shaghasi et de la tribu Barakzai. Il a été déclaré émir d'Afghanistan à deux reprises en 1929 : Une première fois par un religieux influent, Naqib Sahib, le 20 janvier 1929, dans l'est de l'Afghanistan. Il est vaincu par Habibullah Kalakânî à Jagdalak le 19 février 1929. Une seconde fois le 23 juin 1929 à Kandahar, en Afghanistan, par un autre mufti très influent, Abd Wasi Kandahari, mais a été vaincu et exécuté au canon par Kalakani le 3 juillet 1929.

## Biographie

Drapeau utilisé par Ali Ahmad Khan lors de sa rébellion contre Habibullah Kalakânî.

Né en 1883 à Machhad, en Iran, fils de Loinab Khushdil Khan et petit-fils de Loinab Shirdil Khan Shaghasi, Ali Ahmad Khan a fait ses études en Inde et a été chambellan Isk Aqasi (Shaghasi), de l'émir Habibullah Khan. Ali Ahmad Shaghasi a joué un rôle de premier plan dans la négociation du controversé traité anglo-afghan de 1919, qui a mis fin à la troisième guerre anglo-afghane et a valu à l'Afghanistan son indépendance. Ali Ahmad Khan Shaghasi a ensuite rallié les Khogyani et Shinwari pour réprimer la rébellion de Khost, à laquelle il a été honoré de la tuile honorifique de Taj-i-Afghan par le roi Amanullah. Ministre de l'intérieur de 1919 à 1920 et gouverneur de Kaboul de 1925 à 1929, Ali Ahmad a également été haut-commissaire des provinces de l'Est et du Sud de l'Afghanistan.
Pendant la guerre civile afghane de 1928-1929, Ali reçoit l'ordre de réprimer une révolte Shinwari, et y met fin en décembre 1928. Plus tard, après qu'Inayatullah Khan ait été contraint de céder le contrôle de Kaboul à Habibullāh Kalakāni le 17 janvier 1929, Ali Ahmad est déclaré émir légitime d'Afghanistan par Naqib Sahib à Jalalabad. Cependant, le règne d'Ali s'avère de courte durée : Malik Qays de la tribu Khugyani, qui s'était initialement allié à Ali, l'amène à Kalakani en échange de 17 000 roupies et du grade de lieutenant général, mettant fin au règne d'Ali le 9 février. Ali Ahmad a ensuite réussi à se rendre auprès roi Amanullah à Kandahar. Lorsque Kandahar est tombé aux mains des forces fidèles à Habibullāh Kalakāni, Ali lui-même a été arrêté et envoyé à Kaboul avec Abd al-Shakur Khan (le ministre de la justice), Sad al-Din Khan (le fils d'Abd al-Shakur Khan) et le mufti Abd al-Wasi, où il est resté emprisonné à Kaboul pendant plus d'un mois. Il est exécuté au canon à Kaboul sur ordre de Kalakani, le 11 juillet 1929.

## Généalogie
|  |                                                                  |  |  |  |  |  |  |  |  |  |  |  |  |  |  |  |
|  | 4. Loinab Sher Dil Khan Shaghasi, Gouverneur de Balkh            |  |  |  |  |  |  |  |  |  |  |  |  |  |  |  |
|  |                                                                  |  |  |  |  |  |  |  |  |  |  |  |  |  |  |  |
|  |                                                                  |  |  |  |  |  |  |  |  |  |  |  |  |  |  |  |
|  | 2. Loinab Khush Dil Khan Ghazi, Gouverneur de Kaboul et Kandahar |  |  |  |  |  |  |  |  |  |  |  |  |  |  |  |
|  |                                                                  |  |  |  |  |  |  |  |  |  |  |  |  |  |  |  |
|  |                                                                  |  |  |  |  |  |  |  |  |  |  |  |  |  |  |  |
|  | 1. Loinab Ali Ahmad Khan Shaghasi                                |  |  |  |  |  |  |  |  |  |  |  |  |  |  |  |
|  |                                                                  |  |  |  |  |  |  |  |  |  |  |  |  |  |  |  |
|  |                                                                  |  |  |  |  |  |  |  |  |  |  |  |  |  |  |  |
|  | 24. Haji Jamal Khan                                              |  |  |  |  |  |  |  |  |  |  |  |  |  |  |  |
|  |                                                                  |  |  |  |  |  |  |  |  |  |  |  |  |  |  |  |
|  |                                                                  |  |  |  |  |  |  |  |  |  |  |  |  |  |  |  |
|  | 12. Sardar Payinda Muhammad Khan                                 |  |  |  |  |  |  |  |  |  |  |  |  |  |  |  |
|  |                                                                  |  |  |  |  |  |  |  |  |  |  |  |  |  |  |  |
|  |                                                                  |  |  |  |  |  |  |  |  |  |  |  |  |  |  |  |
|  | 25. Une aristocrate Ghilji                                       |  |  |  |  |  |  |  |  |  |  |  |  |  |  |  |
|  |                                                                  |  |  |  |  |  |  |  |  |  |  |  |  |  |  |  |
|  |                                                                  |  |  |  |  |  |  |  |  |  |  |  |  |  |  |  |
|  | 6. Sardar Dost Mohammad Khan                                     |  |  |  |  |  |  |  |  |  |  |  |  |  |  |  |
|  |                                                                  |  |  |  |  |  |  |  |  |  |  |  |  |  |  |  |
|  |                                                                  |  |  |  |  |  |  |  |  |  |  |  |  |  |  |  |
|  | 26. Musa Khan Jawansher Qizilbash                                |  |  |  |  |  |  |  |  |  |  |  |  |  |  |  |
|  |                                                                  |  |  |  |  |  |  |  |  |  |  |  |  |  |  |  |
|  |                                                                  |  |  |  |  |  |  |  |  |  |  |  |  |  |  |  |
|  | 13. Zainab Begum                                                 |  |  |  |  |  |  |  |  |  |  |  |  |  |  |  |
|  |                                                                  |  |  |  |  |  |  |  |  |  |  |  |  |  |  |  |
|  |                                                                  |  |  |  |  |  |  |  |  |  |  |  |  |  |  |  |
|  | 3. Sahira Begum                                                  |  |  |  |  |  |  |  |  |  |  |  |  |  |  |  |
|  |                                                                  |  |  |  |  |  |  |  |  |  |  |  |  |  |  |  |
|  |                                                                  |  |  |  |  |  |  |  |  |  |  |  |  |  |  |  |
|  | 14. Sardar Agha Muhammad Khan Qizilbash                          |  |  |  |  |  |  |  |  |  |  |  |  |  |  |  |
|  |                                                                  |  |  |  |  |  |  |  |  |  |  |  |  |  |  |  |
|  |                                                                  |  |  |  |  |  |  |  |  |  |  |  |  |  |  |  |
|  | 7. fille de Sardar Agha Muhammad Khan Qizilbash                  |  |  |  |  |  |  |  |  |  |  |  |  |  |  |  |
|  |                                                                  |  |  |  |  |  |  |  |  |  |  |  |  |  |  |  |
|  |                                                                  |  |  |  |  |  |  |  |  |  |  |  |  |  |  |  |

Ali Ahmad Khan Shaghasi est le fils du général Khushdil Khan Loinab, autrefois gouverneur de Kaboul et de Kandahar. Sa mère est Sahira Begum, fille de Amir al-Mumenin, Amir al-Kabir, Dost Mohammad Khan, émir d'Afghanistan, de sa femme, une fille d'Agha Muhammad Qizilbash. La sœur d'Ali Ahmad, Ulya Mukhadara Zarin Jan Begum était la mère de Humaira Begum qui était la reine consort d'Afghanistan. Le grand-père d'Ali Ahmad Khan, Loinab Shir Dil Khan Shaghasi était un Sardar régional du temps du règne de Dost Muhammad Khan, entre 1863 - 1866, et pendant la période le règne d'al-Mumenin, et de Sher 'Ali Khan, émir d'Afghanistan entre 1868 et 1879, et était lié à la famille royale Shaghasi de la dynastie Barakzai.